# Mỹ Tho
Mỹ Tho wymowaⓘ – miasto w południowym Wietnamie, w delcie Mekongu, ośrodek administracyjny prowincji Tiền Giang. W 2009 roku liczyło 130 081 mieszkańców.